# Hiếu Minh Thế tử
Hiếu Minh Thế tử (18 tháng 9 1809 – 25 tháng 6 1830), tên thật là Lý Thái, và hiệu là Vua Dực Tông, vua nhà Triều Tiên.

## Gia đình
- Cha: Triều Tiên Thuần Tổ (29 tháng 7 năm 1790 – 13 tháng 12 năm 1834) (조선 순조)
  - Ông nội: Triều Tiên Chính Tổ (28 tháng 10 năm 1752 – 18 tháng 8 năm 1800) (조선 정조)
  - Bà nội: Hiển Mục Tuy phi (8 tháng 5 năm 1770 - 26 tháng 12 năm 1822) (수빈 박씨)
- Mẹ: Thuần Nguyên Vương hậu Kim thị (8 tháng 6 năm 1789 - 21 tháng 9 năm 1857) (순원왕후 김씨)
  - Ông ngoại: Kim Tổ Thuần (1765 - 1832) (김조순)
  - Bà ngoại: Thanh Tùng Thẩm thị (1766 - 1828) (청송 심씨)
- Phối ngẫu và hậu duệ:

1. Thần Trinh Vương hậu (21 tháng 1 năm 1809 - 4 tháng 6 năm 1890) (신정왕후 조씨)
  1. Triều Tiên Hiến Tông (8 tháng 9 năm 1827 – 25 tháng 7 năm 1849) (조선 헌종)

## Văn hóa đại chúng
- Hóa thân bởi Park Bo-gum trong bộ phim Mây Họa Ánh Trăng của KBS2 vào năm 2016.
- Hóa thân bởi Kim Min-jae trong bộ phim Feng Shui vào năm 2018.